# Need for Speed: Porsche Unleashed
Need for Speed: Porsche Unleashed (рус. Жажда скорости: Беспредел на Порше; сокр. NFSPU, известная также как Need for Speed: Porsche 2000) — компьютерная игра серии Need for Speed, разработанная студией EA Canada и изданная компанией Electronic Arts в 2000 году для консоли PlayStation и компьютеров под управлением Windows. В 2004 году игра была издана для портативной игровой консоли Game Boy Advance. 13 ноября 2003 года в Германии было выпущено ограниченное издание Porsche 40 Jahre 911. В отличие от предыдущих частей серии, Need for Speed: Porsche не была выпущена в Японии. Игра полностью посвящена автомобилям Porsche. Является пятой основной игрой в серии, потому иногда зовётся, как Need for Speed V.

## Игровой процесс
Пятая часть серии полностью посвящена автомобилям Porsche. Несмотря на то, что игра вышла в 2000 году, фактически она является приуроченной к 50-летнему юбилею фирмы Porsche, который был в 1998 году. В качестве маркетингового хода был снят рекламный ролик игры Need for Speed: Porsche Unleashed со вставками из фильма «Угнать за 60 секунд» с Николасом Кейджем в главной роли.
Уровень симуляции удачно держит баланс между реалистичностью и аркадой. Не будучи столь сложной, как Grand Prix Legends, игра, тем не менее, требует аккуратного управления автомобилем. Машина настраивается под предпочтения игрока и требования трассы: жёсткость рессор, схождение и так далее. На дорожные машины можно ставить одну из четырёх коробок передач (стандартная, низкоскоростная, высокоскоростная и с обратными передаточными числами), а на гоночных — даже плавно менять передаточные числа. В игре присутствует энциклопедия автомобилей Porsche. Внешний вид машин можно изменять в довольно широких пределах: цвет кузова и салона, гоночный номер и полосы вдоль кузова (семь вариантов). Несмотря на то, что основной акцент при усовершенствовании делается на внутренних частях, элементы стайлинга присутствуют:, например, действительно меняется форма спойлера или обтекателя, а также могут быть заменены диски у некоторых автомобилей.
Версия игры для PlayStation отличается от версии для ПК оформлением интерфейса и меню, наличием дополнительных режимов (включая возможность играть вчетвером через PlayStation Multitap), трассами, управлением автомобилями, графикой и музыкальным сопровождением, а также некоторыми дополнительными машинами (в PC-версии в блоке истории компании представлены фотографии и даже чертежи этих автомобилей, но для управления сами машины не доступны).

### Режимы игры
- Быстрые гонки. Предусмотрены режимы одиночной гонки (заезд по определённой трассе), быстрой гонки на вылет (заезд по кольцу с выбыванием на каждом круге пришедшего к финишу последним) и серии гонок на выбывание (несколько трасс, пришедший последним выбывает). Номинально доступны только четыре трассы и заводской набор машин: при прохождении режимов Эволюции открываются новые машины и трассы. Игрок может настраивать направление гонки и уровень траффика, а для кольцевых гонок (не в режиме быстрой на вылет) — и количество кругов.
- Режим сетевой игры. Несмотря на отключение оригинальных серверов EA в конце 2003 года, сообщество продолжает существовать благодаря частному развитию IPLounge, вместе с системой подсчёта очков Porsche Unleashed Records List (PURL), которая продолжает служить во всем мире гоночному сообществу.
- Заводской водитель (Гонщик-испытатель). Игрок проходит кампанию, в рамках которой ему нужно выполнять разные задания, даваемые членами команды испытателей Porsche — проехать по отмеченному конусами маршруту (на кольцевом треке или на любой обычной трассе), подвезти товарища (в большинстве случаев необходимо не повредить автомобиль), выиграть стихийную или организованную гонку. Иногда может пуститься в погоню полиция[4], которая при этом не гонится за игроком, но может создать проблемы при достижении цели. Кампания делится на три этапа: при победе в последней миссии каждого этапа игрок выигрывает автомобиль специальной раскраски, который можно использовать и в простых гонках. После завершения кампании игрок может пройти её повторно только с нового профиля.
- Эволюция. Игрок проходит всю историю существования компании от 1950 до 2000 года (три эры — Классическая, Золотая и Современная). Он участвует в гонках на разных автомобилях (у каждого турнира свои требования и ограничения), покупая, модифицируя, ремонтируя и продавая машины (возможно покупать машины у дилера или подержанные машины)[4]. Завершение гонки приносит игроку денежный приз, зависящий от места (максимально возможный приз в каждом турнире можно получить, выиграв все гонки и пройдя каждую трассу без единого повреждения). Попадание в Топ-3 турнира позволяет открыть новые машины и следующий турнир, причём до завершения эры любой уже пройденный турнир можно проходить сколь угодно раз. Для завершения эры необходимо закончить каждый из доступных обязательных турниров в Топ-3. После прохождения каждой эры игроку даётся право побороться за гоночный автомобиль в кольцевой гонке из пяти кругов (автомобиль достаётся бесплатно, если игрок побеждает в гонке). Также после прохождения каждой эры открываются дополнительные клубные турниры и новые трассы для быстрых гонок.

### Список автомобилей
Ниже приводится список всех автомобилей, включённых в PC-версию.
Класс 3
- 1950 Porsche 356 1100 Cabriolet
- 1950 Porsche 356 1100 Coupé Ferdinand
- 1951 Porsche 356 1300 Cabriolet
- 1951 Porsche 356 1300 Coupé
- 1952 Porsche 356 1500 Cabriolet
- 1952 Porsche 356 1500 Coupé
- 1953 Porsche 356 1500 Super Cabriolet
- 1953 Porsche 356 1500 Super Coupé
- 1954 Porsche 356 1300 Super Cabriolet
- 1954 Porsche 356 1300 Super Coupé
- 1956 Porsche 356 A 1300 Cabriolet
- 1956 Porsche 356 A 1300 Coupé
- 1956 Porsche 356 A 1300 Super Cabriolet
- 1956 Porsche 356 A 1300 Super Coupé
- 1956 Porsche 356 A 1600 Cabriolet
- 1956 Porsche 356 A 1600 Coupé
- 1956 Porsche 356 A 1600 Speedster
- 1956 Porsche 356 A 1600 Super Cabriolet
- 1956 Porsche 356 A 1600 Super Coupé
- 1956 Porsche 356 A 1600 Super Speedster
- 1959 Porsche 356 A 1600 Convertible D
- 1959 Porsche 356 A 1600 Super Convertible D

Класс 2
- 1960 Porsche 356 B 1600 Cabriolet
- 1960 Porsche 356 B 1600 Coupé
- 1960 Porsche 356 B 1600 Hardtop
- 1960 Porsche 356 B 1600 Roadster
- 1960 Porsche 356 B 1600 Super Cabriolet
- 1960 Porsche 356 B 1600 Super Coupé
- 1960 Porsche 356 B 1600 Super Hardtop
- 1960 Porsche 356 B 1600 Super Roadster
- 1960 Porsche 356 B 1600 Super 90 Cabriolet
- 1960 Porsche 356 B 1600 Super 90 Coupé
- 1960 Porsche 356 B 1600 Super 90 Hardtop
- 1960 Porsche 356 B 1600 Super 90 Roadster

Класс 1
- 1962 Porsche 356 B 2000 GS Carrera 2
- 1965 Porsche 911 Coupé
- 1967 Porsche 911 Targa
- 1967 Porsche 911 S Coupé
- 1967 Porsche 911 S Targa

Гоночный класс
- 1956 550 A Spyder[5]

Класс 3
- 1970 Porsche 914/4 1.7
- 1972 Porsche 911 S 2.4 Coupé
- 1972 Porsche 911 S 2.4 Targa
- 1973 Porsche 914/4 2.0
- 1974 Porsche 914/4 1.8
- 1982 Porsche 944 Coupé
- 1987 Porsche 944 S Coupé

Класс 2
- 1973 Porsche 911 Carrera RS 2.7 Coupé[6]
- 1988 Porsche 944 Turbo S Coupé

Класс 1
- 1975 Porsche 911 Turbo 3.0 (930)
- 1978 Porsche 911 Turbo 3.3 (930)
- 1987 Porsche 959[7]

Гоночный класс
- 1978 Porsche 935/78 Coupé "Moby Dick"[5]

Класс 3
- 1989 Porsche 911 Carrera 4 Coupé (964)
- 1989 Porsche 944 S2 Cabriolet
- 1990 Porsche 911 Carrera 2 Cabriolet (964)
- 1990 Porsche 911 Carrera 2 Coupé (964)
- 1990 Porsche 911 Carrera 2 Targa (964)
- 1990 Porsche 911 Carrera 4 Cabriolet (964)
- 1990 Porsche 911 Carrera 4 Targa (964)
- 1991 Porsche 944 Turbo Cabriolet
- 1997 Porsche Boxster[6]
- 2000 Porsche Boxster S

Класс 2
- 1991 Porsche 911 Turbo 3.3 Coupé (964)
- 1992 Porsche 928 GTS[7]
- 1993 Porsche 911 Turbo 3.6 Coupé (964)
- 1994 Porsche 911 Carrera Cabriolet (993)
- 1994 Porsche 911 Carrera Coupe (993)
- 1995 Porsche 911 Carrera 4 Cabriolet (993)
- 1995 Porsche 911 Carrera 4 Coupé (993)
- 1996 Porsche 911 Carrera Coupé (993)
- 1996 Porsche 911 Carrera Targa (993)
- 1996 Porsche 911 Carrera 4 Coupé (993)
- 1996 Porsche 911 Carrera 4S Coupé (993)
- 1997 Porsche 911 Carrera S 3.6 Coupé (993)
- 1998 Porsche 911 Carrera 3.4 Cabriolet (996)
- 1998 Porsche 911 Carrera 3.4 Coupé (996)
- 1999 Porsche 911 Carrera 4 Cabriolet (996)
- 1999 Porsche 911 Carrera 4 Coupé (996)

Класс 1
- 1995 Porsche 911 Turbo 3.6 Coupe (993)
- 2000 Porsche 911 Turbo (996)[6]

Гоночный класс
- 1997 Porsche 911 GT2 (Race Version)[7]
- 1998 Porsche 911 GT3 Cup[7]
- 1998 Porsche 911 GT1 (Race Version)[5]

## Porsche 40 Jahre 911
Выпуск Porsche 40 Jahre 911 был приурочен к юбилею модельного ряда 911-й серии. Издавался малым тиражом исключительно для Германии. Дата релиза: 13 ноября 2003 года. Представляет собой видеоигру Need for Speed: Porsche и музыкальный сборник Porsche 40 Jahre 911 (Rock & Pop) с прилагающимся буклетом, который повествует об истории 911-й серии за 40 лет её существования. Всё это упаковано в Стил-бокс. 1 cd. GAME: Need For Speed: Porsche [CD]: главными особенностями игры являются, во-первых, 3.4 версия, и, во-вторых, озвучивание голоса и перевод текста чисто на немецком языке. 2 cd. MUSIC: Porsche 40 Jahre 911 (Rock & Pop) [DVD]: альбом является олицетворением эпохи Porsche 911-й серии за её 40-летнюю историю.

## Need for Speed: Top Speed
Дополнительное онлайн-преобразование Porsche Unleashed, получившее название Need for Speed: Top Speed, было выпущено как в ответ на выпуск фильма MacGillivray Freeman IMAX 2002 года Top Speed, так и на Porsche Cayenne. В игре представлены три существующих трека из Porsche Unleashed и три автомобиля Porsche: 911 (996) Turbo, 959 и Cayenne Turbo.
Доступ к Need for Speed: Top Speed был включен вместе с версией Need for Speed: Hot Pursuit 2 для ПК.

## Оценки и мнения
| Сводный рейтинг       | Сводный рейтинг | Сводный рейтинг                                                          | Сводный рейтинг                                                                    |
| Издание               | Оценка          | Оценка                                                                   | Оценка                                                                             |
| Издание               | GBA             | PC                                                                       | PS                                                                                 |
| --------------------- | --------------- | ------------------------------------------------------------------------ | ---------------------------------------------------------------------------------- |
| GameRankings          | 59,25 %         | 84,36 %                                                                  | 74,50 %                                                                            |
| Game Ratio            | 65 %            | 82 %                                                                     | 70 %                                                                               |
| Metacritic            | 62/100          |                                                                          | 78/100                                                                             |
| MobyRank              | 58/100          | 87/100                                                                   | 70/100                                                                             |
| Иноязычные издания    |                 |                                                                          |                                                                                    |
| Издание               | Оценка          | Оценка                                                                   | Оценка                                                                             |
| Издание               | GBA             | PC                                                                       | PS                                                                                 |
| ActionTrip            |                 | 92/100                                                                   |                                                                                    |
| AllGame               | [ 19 ]          | [ 20 ]                                                                   | [ 21 ]                                                                             |
| CGW                   |                 | 4,5/5                                                                    |                                                                                    |
| EGM                   |                 |                                                                          | 7,5/10                                                                             |
| GamePro               |                 | 4 из 5 звёзд · 4 из 5 звёзд · 4 из 5 звёзд · 4 из 5 звёзд · 4 из 5 звёзд | 4,5 из 5 звёзд · 4,5 из 5 звёзд · 4,5 из 5 звёзд · 4,5 из 5 звёзд · 4,5 из 5 звёзд |
| GameRevolution        |                 |                                                                          | D                                                                                  |
| GameSpot              |                 | 8,9/10                                                                   | 5,9/10                                                                             |
| IGN                   | 6/10            | 7,9/10                                                                   | 8,3/10                                                                             |
| Nintendo Power        | 3,4/5           |                                                                          |                                                                                    |
| OPM                   |                 |                                                                          | 3,5/5                                                                              |
| PC Gamer (UK)         |                 | 69/100                                                                   |                                                                                    |
| PC Gamer (US)         |                 | 94/100                                                                   |                                                                                    |
| Русскоязычные издания |                 |                                                                          |                                                                                    |
| Издание               | Оценка          | Оценка                                                                   | Оценка                                                                             |
| Издание               | GBA             | PC                                                                       | PS                                                                                 |
| Absolute Games        |                 | 90 %                                                                     |                                                                                    |

Need for Speed: Porsche Unleashed получила преимущественно положительные отзывы критиков. На сайте GameRankings средняя оценка составляет 84,36 % в версии для ПК, 74,50 % для PlayStation и 59,25 % для Game Boy Advance. На Metacritic средняя оценка составляет 78/100 в версии для PlayStation и 62/100 для Game Boy Advance. Немецкий журнал PC Player назвал проект лучшей гоночной игрой 2000 года, а весной 2005 года журнал PC Gamer поместил Porsche Unleashed на 28 место в топе «50 лучших игр всех времён». На сайте Absolute Games выставлена оценка 90 %. Несмотря на положительные отзывы критиков, игра показала слабые результаты продаж (1.1 миллиона копий).
PC Gamer US назвал версию для ПК лучшей гоночной игрой 2000 года. Он также получил награду «Лучшая игра года» на GameSpot Best and Worst of 2000 Awards. Он занял второе место в номинации «Гонки» на церемонии вручения наград Computer Gaming World 2001 Premier Awards, которая досталась Motocross Madness 2. Он также занял второе место в номинации «Симулятор года для ПК» на церемонии вручения награды Academy of Interactive Arts & Sciences «Fourth Interactive Achievement Awards», которая досталась MechWarrior 4: Vengeance. Сотрудники журнала Computer Games Magazine номинировали его на премию «Гоночная игра года» 2000 года, победитель которой остается неизвестным. Он также был номинирован на премию «Гоночная игра года» на церемонии вручения наград CNET Gamecenter Computer Game Awards за 2000 год, победитель которой, к сожалению, был потерян во времени. Версия для PlayStation заняла второе место в номинации «Гоночная игра 2000 года» в номинации «Выбор читателей» на конкурсе IGN Best of 2000 Awards для PlayStation.
К концу 2000 года в США было продано 74 795 единиц версии для ПК. Это составило 2,58 миллиона долларов дохода. К августу 2006 года продажи на внутреннем рынке выросли до 340 000 единиц при выручке в 6,3 миллиона долларов. В то время это привело к тому, что Edge объявил ее 52-й самой продаваемой компьютерной игрой в стране, выпущенной с января 2000 года.
На немецком рынке игра дебютировала на 4-м месте в рейтинге продаж компьютерных игр Media Control за март 2000 года. Заняв пятое место в следующем месяце, она продолжала оставаться в топ-20 до июня, прежде чем опуститься на 27-е место в июле и 39-е место в августе. К концу 2000 года продажи в регионе составили около 65 000 единиц, и Electronic Arts, по словам Удо Хоффмана из PC Player, «не была недовольна». Однако он отметил, что игра уступала своим предшественникам и была частью спада продаж компьютерных игр в том году.